# Prvenstvo NCAA u vaterpolu
Prvenstvo NCAA (National Collegiate Athletic Association) u vaterpolu je američko vaterpolsko natjecanje za sveučilišna športska društva. Održava se od 1969. godine.
Nijedno sveučilište izvan Kalifornije nikad nije uspilo osvojito mjesto više od trećeg u konačnoj ljestvici. Stoga, nijedno nekalifornijsko sveučilište nije nikad sudjelovalo u završničnoj utakmici za prvaka.
Ishodi utakmica za prvaka:
- 1969.  UCLA - California 5:2
- 1970.  UC Irvine - UCLA 7:6(tri produžetka)
- 1971.  UCLA - San Jose State 5:3
- 1972.  UCLA -UC Irvine 10:5
- 1973.  California - UC Irvine 8:4
- 1974.  California - UC Irvine 7:6
- 1975.  California - UC Irvine 9:8
- 1976.  Stanford - UCLA 13:12
- 1977.  California -UC Irvine 8:6
- 1978.  Stanford - California 7:6 (tri produžetka)
- 1979.  UC Santa Barbara - UCLA 11:3
- 1980.  Stanford - California 8:6
- 1981.  Stanford - Long Beach State 17:6
- 1982.  UC Irvine - Stanford 7:4
- 1983.  California - Southern California 10:7
- 1984.  California - Stanford 9:8
- 1985.  Stanford - UC Irvine 12:11 (dva produžetka)
- 1986.  Stanford - California 9:6
- 1987.  California - Southern California 9:8 (produžetak)
- 1988.  California - UCLA 14:11
- 1989.  UC Irvine - California 9:8
- 1990.  California - Stanford 8:7
- 1991.  California - UCLA 7:6
- 1992.  California - Stanford 12:11 (tri produžetka)
- 1993.  Stanford - Southern California 11:9
- 1994.  Stanford - Southern California 14:10
- 1995.  UCLA - California 10:8
- 1996.  UCLA - Southern California 8:7
- 1997.  Pepperdine - Southern California 8:7 (double-overtime)
- 1998.  Southern California - Stanford 9:8 (dva produžetka)
- 1999.  UCLA - Stanford 6:5
- 2000.  UCLA - UC San Diego 11:2
- 2001.  Stanford - UCLA 8:5
- 2002.  Stanford - California 7:6
- 2003.  Southern California - Stanford 9:7 (dva produžetka)
- 2004.  UCLA - Stanford 10:9 (produžetak)
- 2005.  Southern California - Stanford 3:2
- 2006.  California - Southern California 7:6